# Jockey Club Innovation Tower
De Jockey Club Innovation Tower is een gebouw van de Hong Kong Polytechnic University, ontworpen door Pritzker-winnaar Zaha Hadid, waarin de School of Design en de Jockey Club Design Institute for Social Innovation gehuisvest zijn. De bouwwerkzaamheden begonnen in 2009 en het hele project werd in augustus 2013 voltooid. In 2016 won het gebouw de RIBA-prijs voor internationale uitmuntendheid.

## Ontwerp
“Het vloeiende karakter van de Innovation Tower wordt gegenereerd door een intrinsieke compositie van het landschap, vloerplaten en lamellen die de klassieke typologie van de toren oplost in een iconisch naadloos stuk. Deze vloeiende interne en externe binnenplaatsen creëren nieuwe openbare ruimtes van een intieme schaal die een aanvulling vormen op de grote open tentoonstellingsforums en openluchtrecreatiefaciliteiten om een diversiteit aan openbare ruimtes te bevorderen.”— Zaha Hadid
Het gebouw heeft een vloeroppervlak van 15.000 vierkante meter en biedt plaats aan ongeveer 1.800 medewerkers en studenten. In het gebouw vind je onder andere een collegezaal, tien klaslokalen, projectruimtes, ontwerpstudio's, vergaderruimten en een personeelskantoor, evenals een designmuseum, tentoonstellingsruimten en een gemeenschappelijke lounge.

## Locatie
De Jockey Club Innovation Tower is gelegen op een smalle, onregelmatige locatie aan het noordoostelijke punt van de universiteitscampus. Het gebouw is verbonden met het hart van de campus en moedigt de verschillende faculteiten en scholen van de universiteit aan om multidisciplinaire initiatieven te ontwikkelen en samen te werken met de gemeenschap, de overheid, het bedrijfsleven, niet-gouvernementele organisaties en de academische wereld.